# Pier Caterino Zeno
Pier Caterino Zeno est un écrivain italien, frère aîné d’Apostolo Zeno et clerc régulier de la congrégation des Somasques.

## Biographie
Pier Caterino Zeno naît le 27 juillet 1666, à Venise, et fait ses premières études près de l’évêque de Capo-d’Istria, son oncle. Celui-ci étant mort, Pier Caterino Zeno revient à Venise et entre au séminaire de Castello, chez les PP. Somasques. À l’âge de vingt et un ans, il commence son noviciat, reçoit bientôt après les ordres sacrés, enseigne la rhétorique dans les séminaires de Murano et de Brescia et la philosophie à Venise. Il y a longtemps qu’il remplissait cette chaire avec honneur, lorsque son frère Apostolo, quittant l’Italie pour la capitale de l’empire d'Autriche, lui confie la rédaction de son Journal de la littérature (Giornale de’ letterati), entrepris en 1710 et conduit en huit ans au vingtième volume. Pier Caterino s’adonne à ce travail avec tant d’ardeur qu’il affaiblit sa santé par les veilles continuelles et qu’enfin il est obligé de renoncer à cet ouvrage (1728). La ponctualité avec laquelle il accomplissait tous ses devoirs de religieux, quoique ses supérieurs l’aient dispensé de la règle, contribue encore à accélérer sa mort. Elle a lieu à Venise, le 30 juin 1732. Le frère d’Apostolo Zeno est un des littérateurs qui ont fait le plus d’honneur à l’institut des PP. somasques. Il possédait à fond le mécanisme des langues latine et italienne, et il écrivait les deux idiomes avec élégance et facilité. Horace et Pétrarque étaient ses auteurs favoris. Il possédait une très-belle bibliothèque, qu’il laissa en grande partie au collège della Salute. Modeste, savant et laborieux, il fuyait les distinctions et les places honorifiques avec autant de soin que d’autres en mettent à les rechercher. Les seules qu’il ait acceptées après de longues instances sont celles de membre de l’Académie d'Arcadie, à laquelle il fut associé sous le nom de Caunio Straziano, et de l’académie des Assorditi d’Urbino. On trouvera quelques détails sur Pier Caterino Zeno, dans le Giornale de’ letterati, t. 38, 2e partie.

## Œuvres
On a de cet auteur, outre le Journal de la littérature (10 vol.) :
- la Logique d’Antoine Arnauld et Pierre Nicole,, traduite du français en italien ;
- la traduction de quelques sermons du P. Bourdaloue ;
- des remarques en latin sur les deux histoires de la vie d’Andrea Morosini, insérées dans le recueil des historiens de Venise, t. 5 ;
- des remarques anonymes sur les poésies de Giovanni Della Casa, imprimées à la suite des œuvres de cet auteur, Venise, 1728 ;
- les vies de Giovan Battista Nani et de Michele Foscarini, dans les historiens de Venise, t. 10.